# Reußenköge
Reußenköge är en kommun och ort i Kreis Nordfriesland i förbundslandet Schleswig-Holstein i Tyskland. 